# 川越市の歴史
川越市の歴史（かわごえしのれきし）は、埼玉県川越市の市域における歴史である。

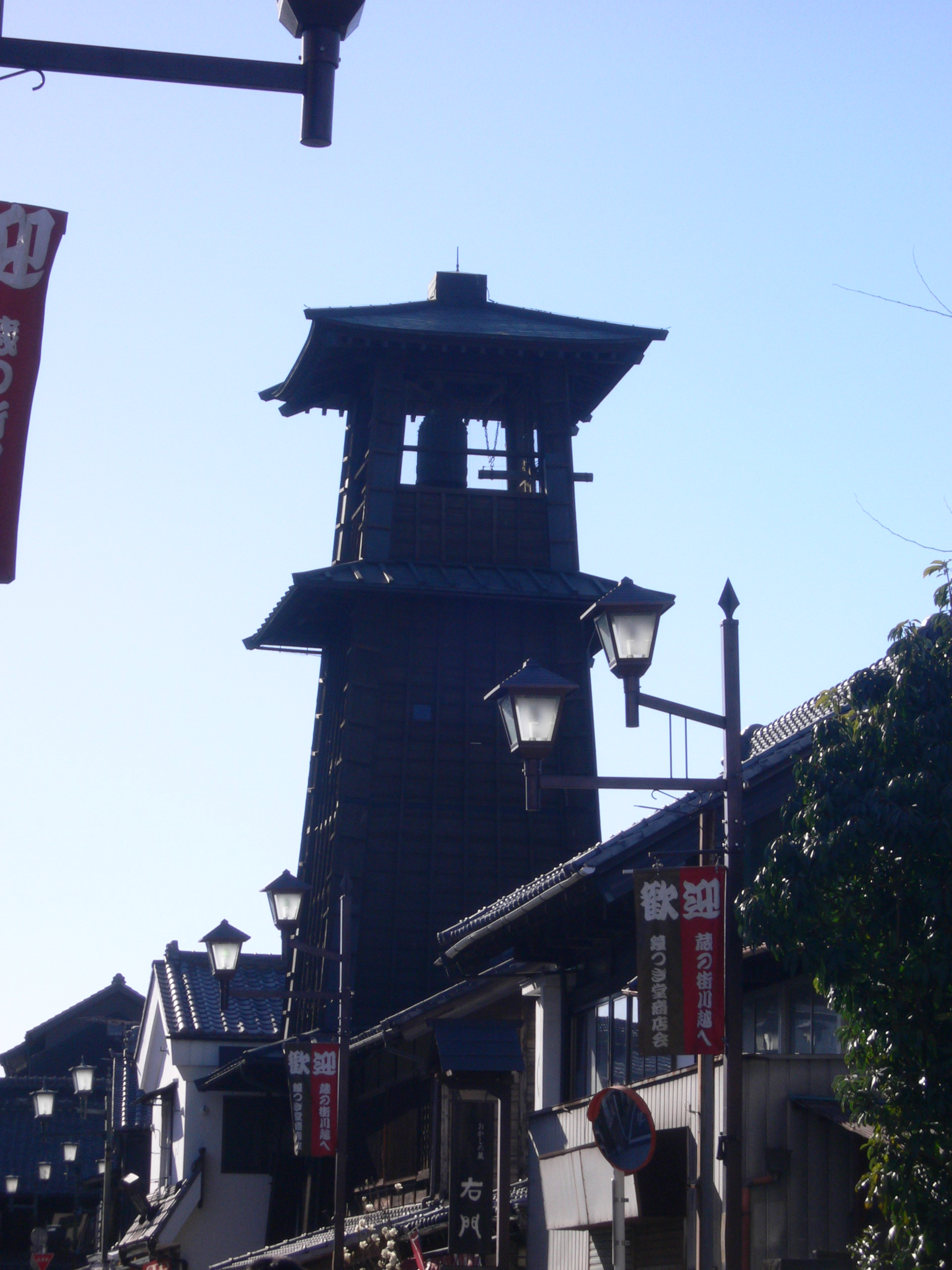
川越のシンボル、時の鐘

## 概要
川越市は武蔵野台地の東北端に位置し、西北部から東部にかけて入間川が市域を流れる。当時は縄文海進によって川越市域まで古入間湾が広がり、仙波台地や新河岸台地には貝塚などの遺跡が密集する奈良～平安時代には入間川左岸を中心に開け、名細地区の条里制遺跡などが残る。平安末期から鎌倉にかけては河越氏や仙波氏などの武士層が登場し、その中でも河越重頼は鎌倉幕府の有力御家人となった
室町時代に入ると山内上杉持朝が太田道真・道灌親子に命じて河越城を築城させる。この頃より現在の川越市街周辺に中心地が移った。上杉氏が1546年の河越夜戦で勢力を失うと、今度は後北条氏による統治が始まる。この時、城将大道寺政繁によって兵農分離が行われ、家臣団が川越に集中、川越の城下町が形成された。
後北条氏が小田原攻めで滅亡すると、1590年の徳川家康の関東入府によって川越藩が成立する。川越藩は江戸北辺を守る主城として重視され、江戸時代を通して大老・老中の多くが配置されるなど重要な役割を果たした。また新河岸川の舟運の拠点や川越街道の出発点となるなど、江戸の物資供給源として栄えた。松平大和守家の松平斉典の代には17万石の大藩となり、武蔵国で最大の藩となった。
明治維新を迎え、川越藩が廃藩となった後も川越は県下最大の商業都市として栄えた。1889年の町村制施行に伴い川越町となり、1922年には埼玉県で初めて市制を施行した。穀物の取引や箪笥の取引で栄え、1893年の明治大火では町の3分の1を焼失する。その後の復興の過程で蔵造り建築が作られた。この時に川越商人の最盛期を迎えた。
戦後は近隣9か村を編入。川越狭山工業団地を中心とした工業が形成され、工業都市としての形相を見せるほか、東京都へ40km圏内であることもあって東京のベッドタウンとしての色合いも濃くなった。現代の川越の産業は農業・工業・商業ともに県内上位に入るバランスの取れた街であり、近年は観光産業も増えている。

## 古代
武蔵野台地に人が定着し始めたのは今から2万～3万年ほど前の話である。ローム層からはナイフ形石器・刃器・尖頭器などが出土している。縄文時代前期には気候の温暖化によって海進（縄文海進）が起こり、海面が数メートルほど上昇。荒川周辺に広がる沖積地にも海水が進入し、不老川や柳瀬川などの河口域には古入間湾と呼ばれる湾が広がった。
古入間湾の沿岸では5500年前から貝塚が形成されはじめ、代表的なものに小仙波貝塚などがある。
縄文も中期から後半になると、気候が寒冷化し自然環境も悪化していったため、西の甲信地方や東の南関東の海岸部へと移動したため、集落も現在の川越市域にはほとんど見られなくなったが、一部川沿いや台地に点在した。その中で、名細にある登戸遺跡には大量の栗を蓄えた貯蔵穴が残されている。
やがて九州に伝わった弥生文化が関東圏にも伝わるようになると、入間川、小畔川、赤間川、新河岸川周辺に集落が形成されるようになる。古墳時代までの間に約20か所の遺跡が存在し、その中でも霞ヶ関遺跡・登戸遺跡・南山田遺跡が大きいものであった。霞ヶ関遺跡には、族長が厚葬されたことを示す銅剣・指輪・銅鏃が副葬された方形周溝墓が築造されている。

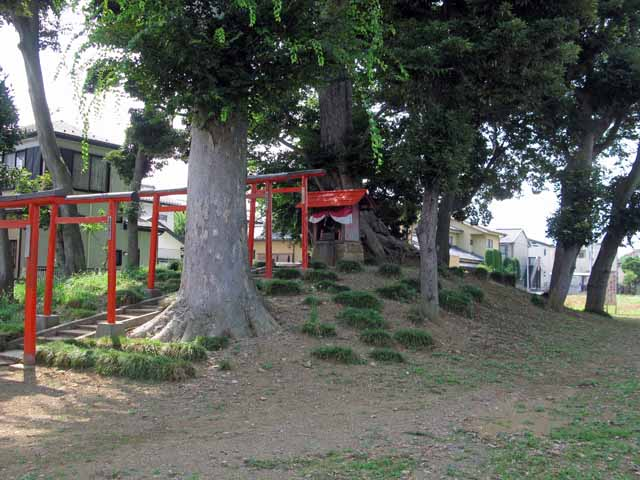
三変稲荷神社古墳

古墳時代になると古墳が次々と形成されるようになる。5世紀前半に造営された三変稲荷神社古墳を筆頭に、6世紀前半には仙波古墳群（大仙波古墳群・小仙波古墳群）、下小坂古墳群、南大塚古墳群が、7世紀には入間川流域最大の前方後円墳でもある的場古墳群の主墳の牛塚古墳が形成された。牛塚古墳は埋葬物などから高句麗系渡来人のものであると推測されている。
奈良～平安時代には、仙波に大集落が形成され、また入間川近辺の低湿地の開発も進められるようになった。同時期、川越は「三芳野の里」と呼ばれ、伊勢物語にも川越が登場する。
この歌は三芳野神社にある「初雁の杉」を詠んだものだとされている。
また、仙波の星野山無量寿寺中院は830年に建立され、鎌倉時代には関東天台宗580余寺の本山として栄えた。

## 中世

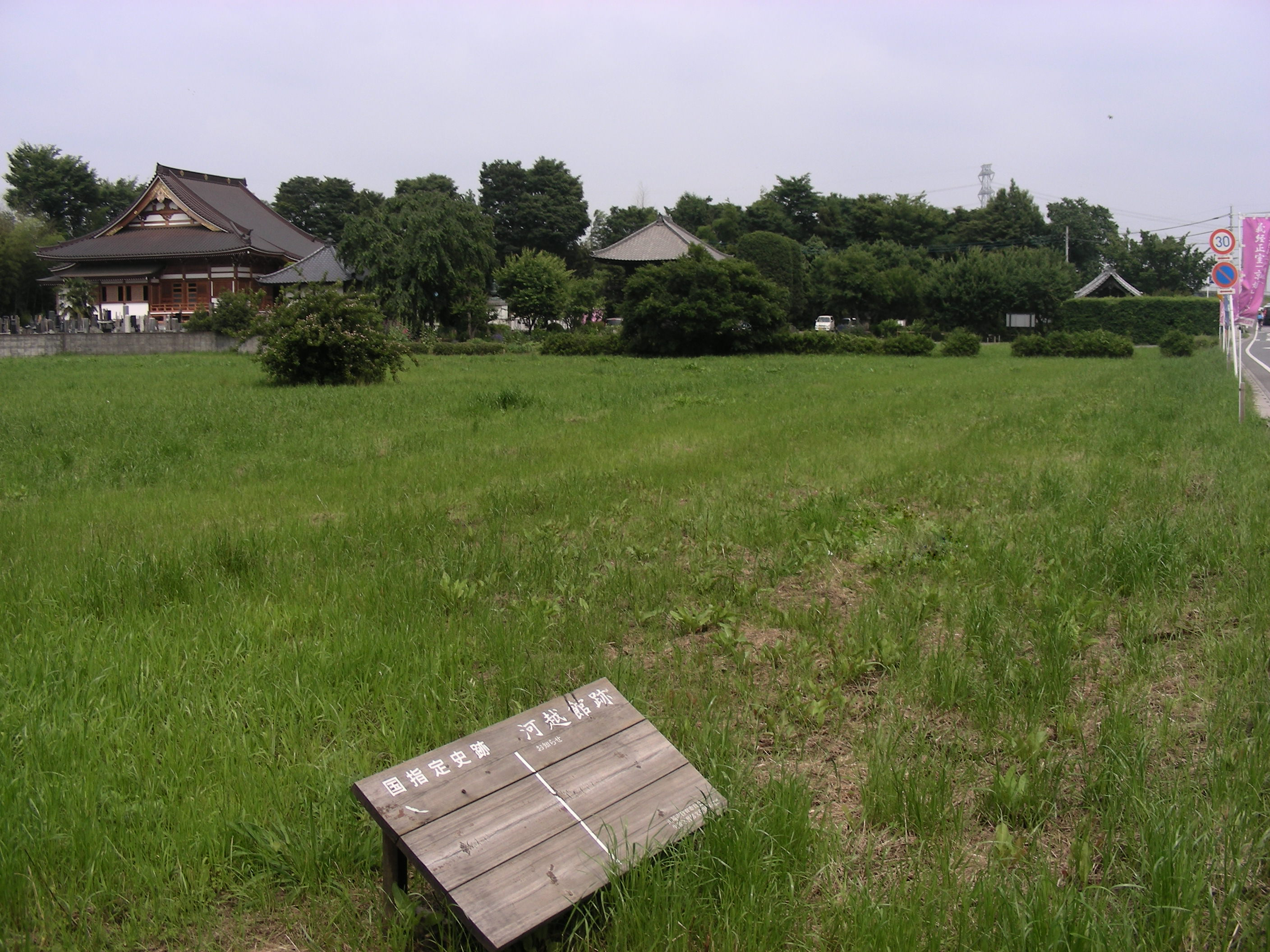
河越館跡

平安時代になると、武蔵武士として河越氏、仙波氏、古尾谷氏などが勢力を持つようになる。なかでも勢力を伸ばした河越氏は、秩父氏の嫡流であり、宗家の秩父重隆（秩父重綱の子）が「武蔵国留守所総検校職」（武蔵国の国司の代理。形骸化した国司に代わり武蔵国を支配した在庁官人）に任ぜられ、肥沃な入間川河畔の所領である河越の地名を冠して河越二郎と称したことに始まる。河越二郎重頼の代には鎌倉幕府の御家人として、娘を源義経に嫁がせるまでの力を持ったが、義経失脚後は影響力を失い、姻族の比企氏に所領を管理されることとなった。しかし1187年には重頼の妻女が地頭職に就くようになり、その子河越重員が承久の乱で活躍したため、武蔵国留守所総検校職として復権、武蔵守を兼ねる執権・北条泰時に代わって武蔵国を治め、河越館は武蔵国の政庁として機能した。観応元年（1350年）の観応の擾乱で河越氏当主の河越直重が戦功を挙げ、相模守護職に任ぜられたが、応安元年（1368年）に武蔵平一揆を結成し、鎌倉公方に反旗を翻したが、敗れて伊勢へと走った。

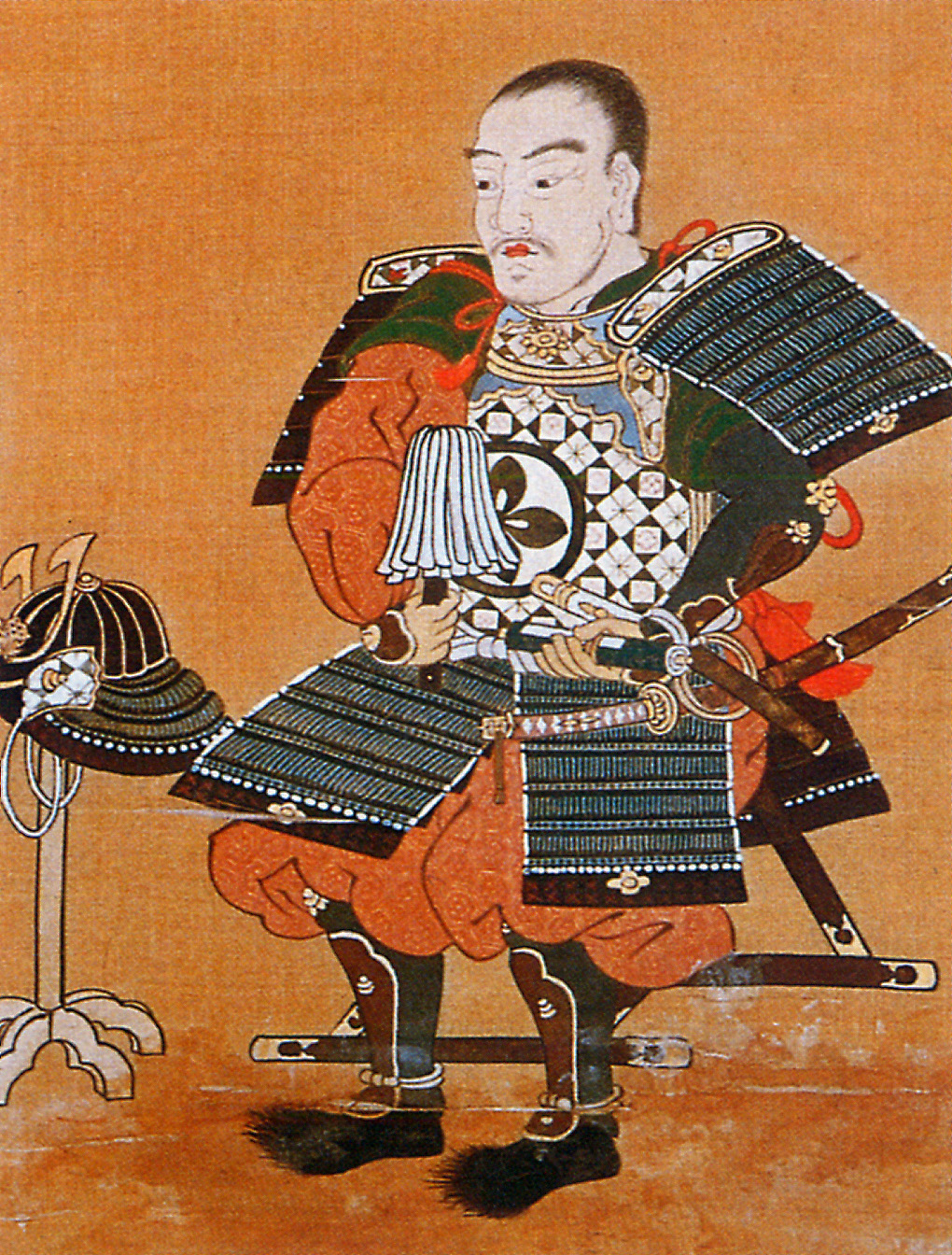
太田道灌

室町時代に入ると、川越を追われた河越氏に代わって上杉氏が河越一帯を支配するようになる。1457年には、扇谷上杉持朝が、古河公方の足利成氏に対抗するため、太田道真・道灌親子に命じて河越城を築城させる。この頃より現在の川越市街周辺に中心地が移った。道灌はまた、河越三芳野天神や仙波の山王社を江戸に分祀し、河越と江戸の関係を強めさせた。
しかし後北条氏が江戸城・岩槻城を落とし、勢力を拡大。天文6年（1537年）に北条早雲の子・北条氏綱によって河越が攻略されると、河越城の奪還を目指した扇谷上杉朝定は、関東管領の山内上杉憲政）・古河公方の足利晴氏と手を組み、8万の大群で河越城を包囲する。これに対して氏綱の子北条氏康は、計を巡らせた上で夜襲、これを退けた（河越夜戦、またこの最後の戦を「東明寺夜戦」とも呼ぶ）。
後北条氏による統治が始まると、大道寺氏によって3代40年間に亘って統治された。初代となる大道寺重時が河越夜戦で戦功を挙げたため、守将北条綱成が帰城したと同時に重時の子、大道寺重興が河越を治めることとなった
。
重興の子大道寺政繁は唐人小路を整備し、城下町の市の統制を行ったほか、兵農分離を行い、家臣団を川越に集中させることで、川越の城下町形成に貢献した。また政繁は母を弔うため蓮馨寺を創建し、川越はその門前町としても栄えることとなった。

## 川越藩時代
後北条氏が小田原攻めで滅亡すると、天正18年（1590年）の徳川家康の関東入府によって徳川家の領地となった。譜代大名の川越藩の基礎組織が成立する。川越は伊佐沼などの低地帯に囲まれ、冬には鶴や雁などの水鳥が多く降りてきたこと、また江戸からも近いことから、家康らが鷹狩りによく来ていた。-
江戸時代に入るとここに正式に川越藩が設置された。江戸幕府によって川越藩統治の組織が置かれた。川越藩の歴代藩主8家21人のうち、大老に酒井忠勝（大老格として柳沢吉保）が、老中に酒井忠利、堀田正盛、松平信綱、秋元喬知、秋元凉朝、松平康英の6名（柳沢を含めると7名）の計8名が幕閣の要職についた。松平斉典の代には17万石となり川越藩最大の領域を有するようになり、「全国御城地繁花鑑」に前頭12枚目で掲載された。

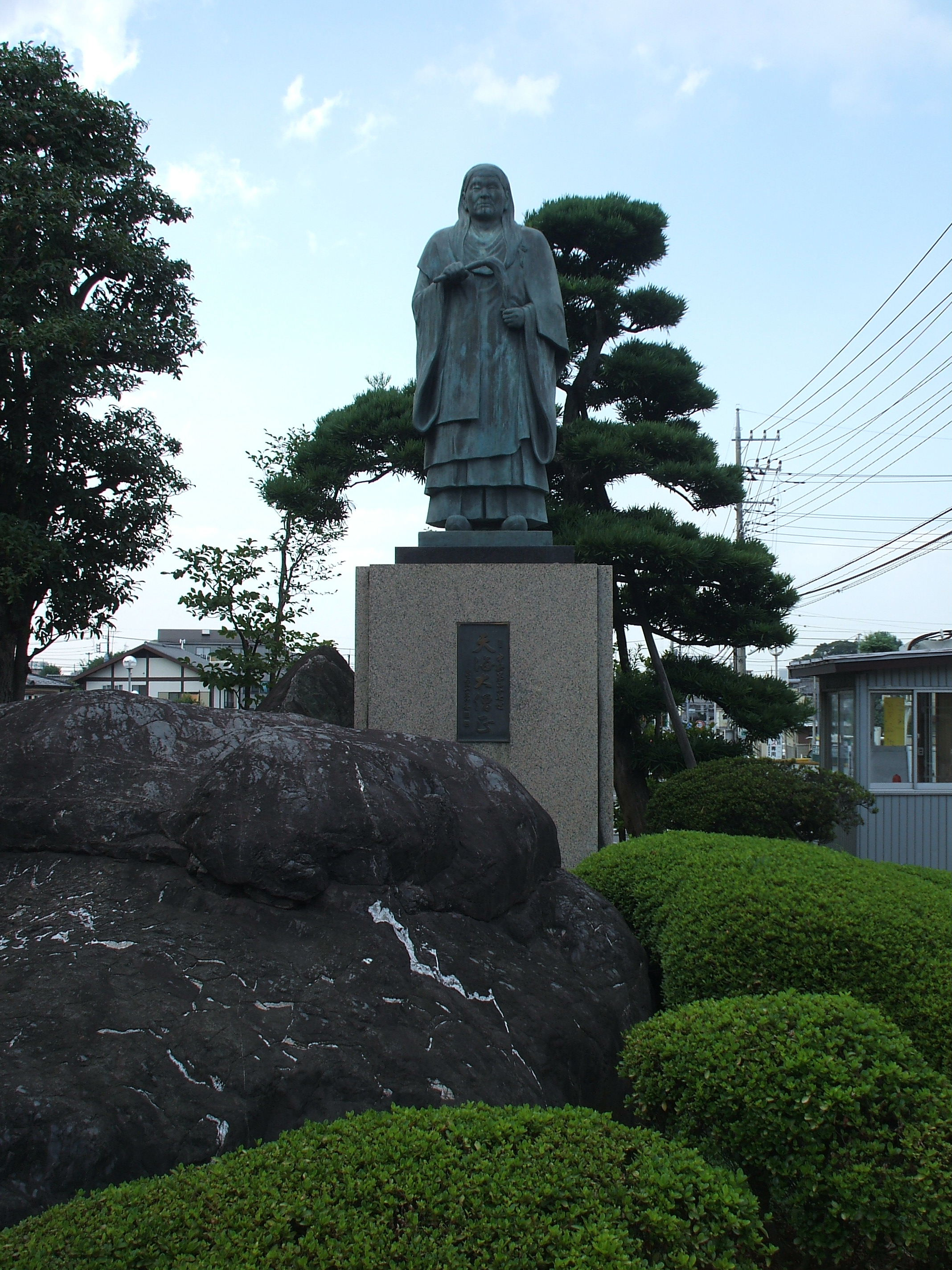
天海僧正（喜多院）

1599年（慶長4年）には天海が喜多院に入寺、1611年に喜多院は家康から寺領300石と銀30枚を賜った。1614年には喜多院は徳川秀忠より関東天台の法度を受け、関東天台宗の総本山となり、寺領も500石に加増された。当時の喜多院は大きく荒廃していたため、川越藩主酒井重忠を造営総奉行に命じ、1617年（元和3年）には喜多院に東照宮が置かれ、1633年（寛永10年）には社殿が完成した。これらは寛永の川越大火で山門を除き焼失したが、、天海と堀田正盛の手によって復興され、多宝塔などが新たに作られるようになった。またこのとき中院が南に移設され、現在の東照宮がそこに作られた。
この頃になると、表記が「河越」から「川越」へと変わっていった。

### 寛永大火と松平信綱の改革

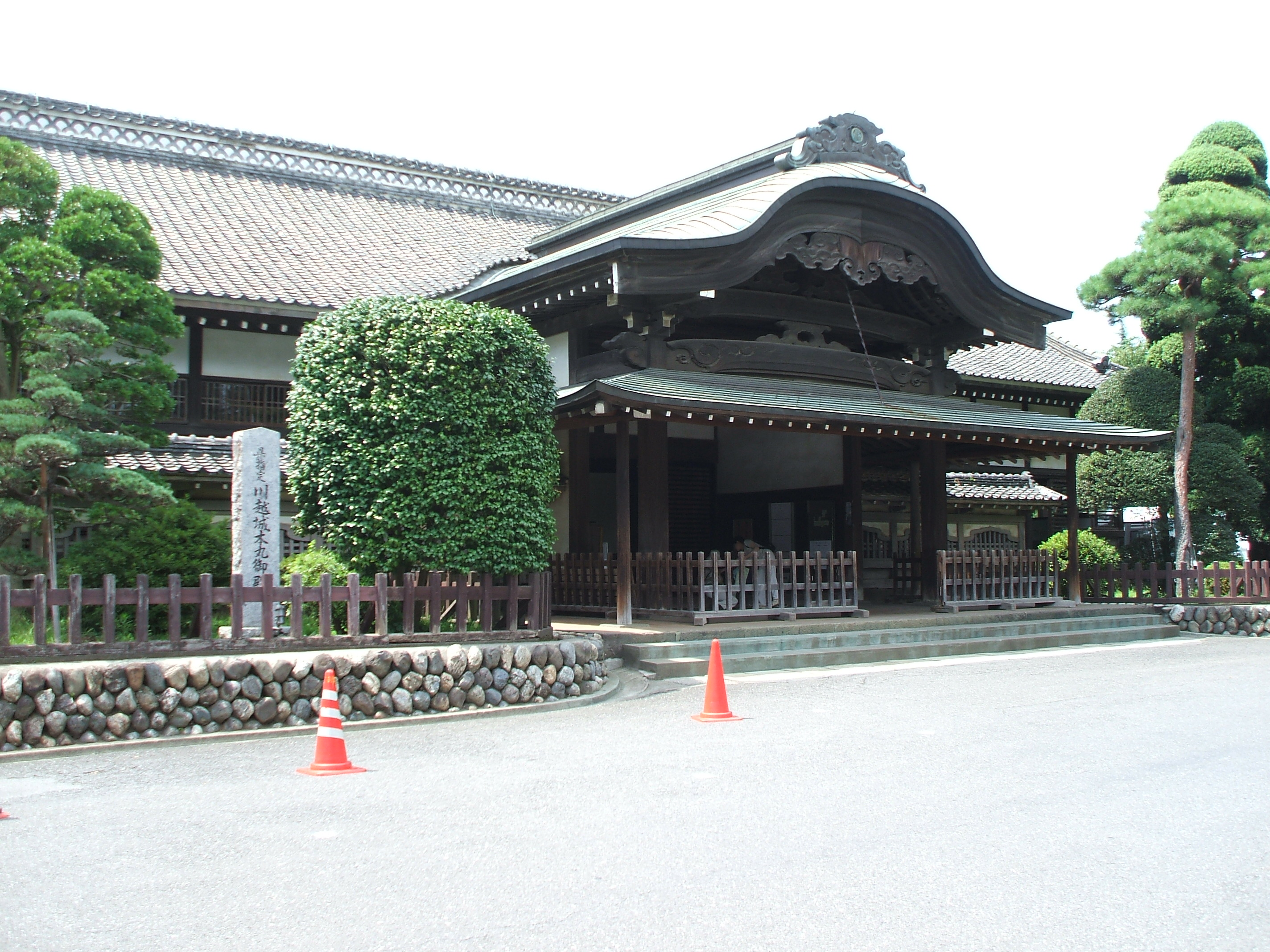
川越城本丸御殿

寛永15年（1638年）1月28日、川越の城下町を大火が襲った。この大火で、城下町の3分の1が焼け、5年前に完成した喜多院の建造物も山門を除いてすべて焼失した。
その翌年の1639年に島原の乱で川越藩主に栄進し、老中にもなった松平信綱は、大火後の復興で十ヶ町四門前郷分の行政区画を定めた。十ヶ町には商人街として上五ヶ町（本町・江戸町・高沢町・南町・北町）を、職人街として下五ヶ町（上松江町・多賀町・鍛治町・鴫町・志多町）を指定し、両町はそれぞれ交替で町の祭り・道普請などに当たった。また四門前は養寿院、行伝寺、妙養寺、蓮馨寺の門前とそれを取り巻く道を指し、郷分は川越城下に隣接する松郷、脇田、野田、小久保、東明寺といった村分に属する商業集落を指した。この十ヶ町四門前郷分が川越の街並みの主要な軸となり現在の川越につながる都市計画の基盤が確立された。
信綱は産業開発や土木事業を積極的に行った。川越街道や新河岸川を整備し、川越領内の産物を江戸に運搬できるようにした。これらは、信綱の父・大河内久綱にならったものである。この頃に、現在の川越市街地の基礎がつくられた。1653年には信綱によって多賀町に時の鐘が作られた。
また農業も振興させ、大麦との二毛作や木綿作を認め、漆・楮・桑・茶の「四本」をはじめとする換金作物を大量に植えさせた。

### 商業
商業では連雀市だったものが定期市へと変わり、上五ヶ町では二・六・九で九斎市が開催され、「川越はにんにくで九さい哉」と俗謡にうたわれるほどとなった。後に上松江町にも四の日の三斎市が開かれ、月のうち12日間で市が開かれるようになった。やがて定期市が常設店舗となり、力あるものが仕入れを独占し、生産物を一手に取り扱う勢力となった。彼らは小売商人を含めて株仲間を作り、そのうち「十組問屋」と呼ばれる領主公認の組織が作られるようになった。これらは天保の改革による株仲間解散令まで続けられた。しかしこれらの組織は城下町の物資集散というよりは専ら江戸への取引が中心であった。
主な取引商品としては、川越からは米・麦・雑穀などの食糧品や建築資材・特産品などで、江戸からは衣類や雑貨、肥料や嗜好品などが中心であった。

#### 新河岸川の舟運

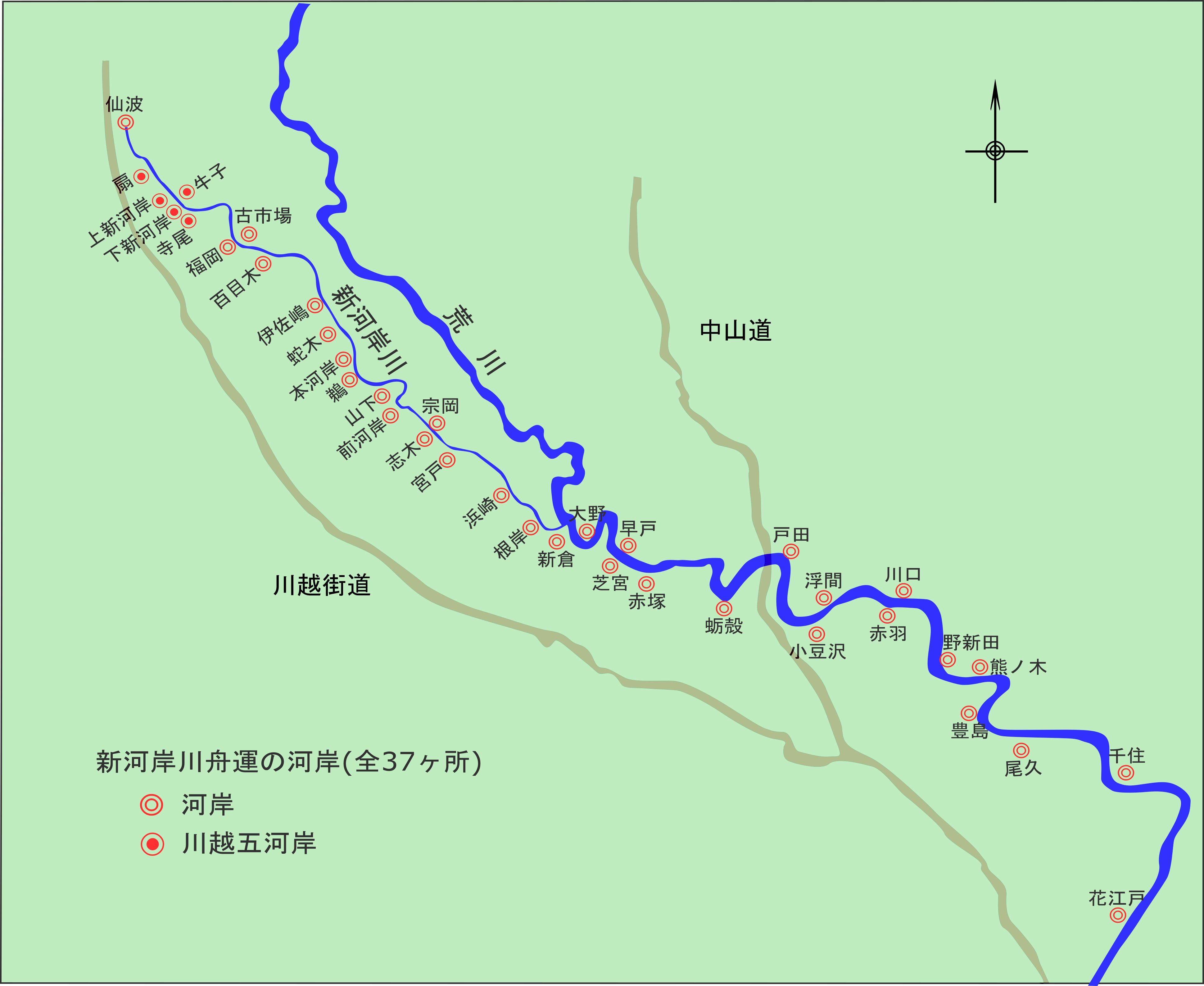
川越五河岸と新河岸川の位置

川越大火の復興のための資材搬入として、荒川及び新河岸川が使われた。大火の時期は春先であったため、荒川の水量が少なく舟を渡せなかった。そのため、新河岸川が検討された。当時三か所に古橋があったため土橋から板橋に付け直し、舟運ができるようになった。船着き場は幕府の御料所でもあった寺尾の芝地（寺尾河岸）を活用した。だが、この時は急場だったため秋には引き払われた。
1647年（正保4年）に松平信綱によって本格的に整備された。それまでは荒川の平方河岸や入間川の老袋河岸が使われていたが、川越の城下町からあまりに離れており、不便であったため、1666年（寛文6年）には元の寺尾河岸の1km上流の地点に新河岸（後の上新河岸）が置かれることとなった。当時は藩の公用を目的とした小規模なものであったが、1682年（天和2年）に江戸の松平家の屋敷が類焼に遭い、資材を川越から輸送することとなった。この時、川越の商人12人と近郷の有力者17人が関わり、上新河岸のさらに上流に扇河岸が新たに作られることとなった。
また、五河岸へは川越からだけではなく、青梅や八王子、さらには甲州・信州から陸送され、ここで舟に積まれて江戸に輸送されるものも少なくなかった。1731年（享保16年）に問屋株（株仲間）制度が整い、運上金が納められるようにもなった。1731年には上新河岸・下新河岸・扇河岸で16軒だったものが、1812年（文化12年）には五河岸で30軒の規模にまで拡大した。新河岸川の舟運は通船停止令まで続いた。
主な取引商品としては、川越からは米・麦・雑穀などの食糧品や建築資材・特産品などで、江戸からは衣類や雑貨、肥料や嗜好品などが中心であった。

### 幕末

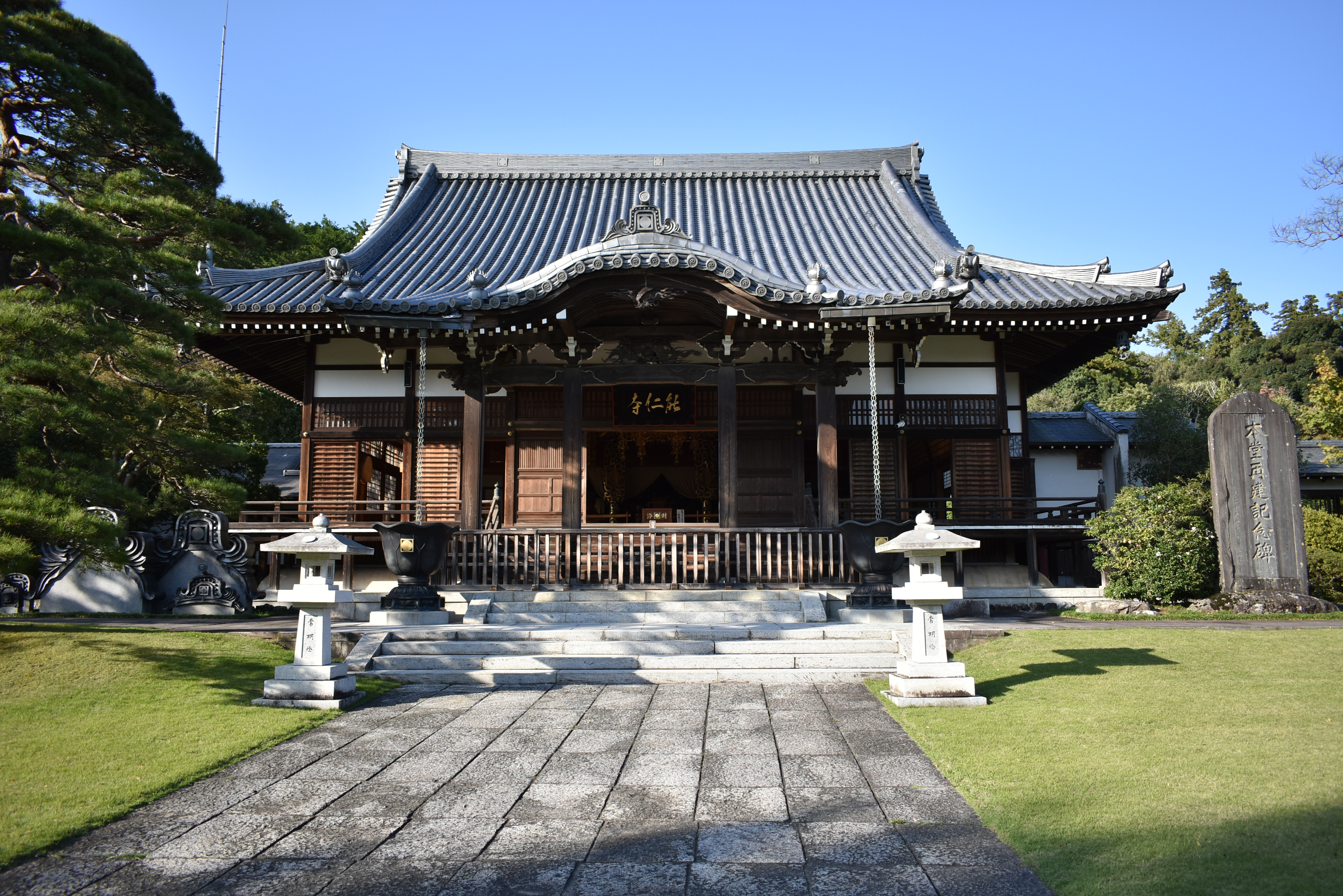
彰義隊が立てこもった能仁寺

1853年（嘉永6年）、ペリー率いる黒船が浦賀に来航した。これに先立つ1820年（文政3年）、川越藩は幕府の命を受け、三浦半島の浦ノ郷村（後の浦郷村、現横須賀市田浦）にて沿岸防衛の任にあたった。翌1854年に川越藩は上・下新河岸に藩の御用場を取り立て、3年後の1857年（安政4年）には御用船・番舟の仕立てを五河岸に命じた。
1858年に横浜が開港すると、川越藩内の狭山茶が八王子の商人経由で横浜へ輸送されるようになり、一時的に「八茶」と呼ばれるようになった。また、当時藩が伊豆の韮山代官だったこともあり、洋式銃砲を製造していた江川太郎左衛門に、大砲と銃弾を注文し、国防に備えた。
天狗党の乱の鎮圧で対立した松平直克が前橋へお国替えとなると、その乱の討伐で功を得た松平康英が棚倉藩から川越藩に移された。その頃名栗で発生した名栗騒動の余波が川越領にまで及びかけたが、大砲によってこれを鎮圧している。
戊辰戦争では川越藩は新政府側についたものの、渋沢成一郎率いる幕臣の一部が彰義隊として能仁寺に立てこもった（飯能戦争）。忍藩などの援軍を得てこれを倒している。

## 近代
明治維新を迎え、1869年（明治2年）6月には版籍奉還を行い、279年に亘って続いた川越藩政は終わりを迎えたが、現在につながる川越の都市の基盤は江戸期のものを引き継ぎ、江戸期の町人地はそのまま商業地に、武家地はそのまま住宅地となった。
大名や藩が無くなったことにより多くの商人や武士が没落した。士族の中には商売を始める者もいたが、士族の商法で多くは失敗した。
その他では郡役所の書記や教員・巡査になるものも多く、飯能戦争で新政府軍として参加し、維新後は埼玉の小学校で校長を務めた下山忠行（下山懋の父）によると、1871年の巡査試験には川越藩のものが250人いたと語っている。
上述の他、旧藩士の婦女子を工員として働かせるものも多く、1876年に西沢慎吉によって設立された座繰製糸所では、士族の婦女子60人を雇っていた。また1878年の西南戦争に参加する巡査を募集した際、川越の藩士273人と一部忍藩士・松山陣屋にいた前橋藩士が参加し、うち113人が西南戦争に従軍、19人が戦病死者として川越氷川神社の招魂社に祀られている。
1889年の町村制施行に伴い川越町となり、1922年には埼玉県で初めて市制を施行した。
太平洋戦争では熊谷空襲のような大規模空襲はなかったが、小規模な攻撃を経験する。6月、連雀町に爆弾2発が投下され死亡者1名。7月、川越駅が艦載機の機銃掃射を受け3名死傷。8月、川越駅西口に爆弾が投下され重傷者1名。川越市立工業学校（現在の川越市立川越高等学校で現在の川越市立博物館の敷地にあった）の同盟通信川越支局にて、広島市への原子爆弾投下のアメリカ政府発表放送が傍受された。

### 明治の大火と蔵造りの街並み
明治時代

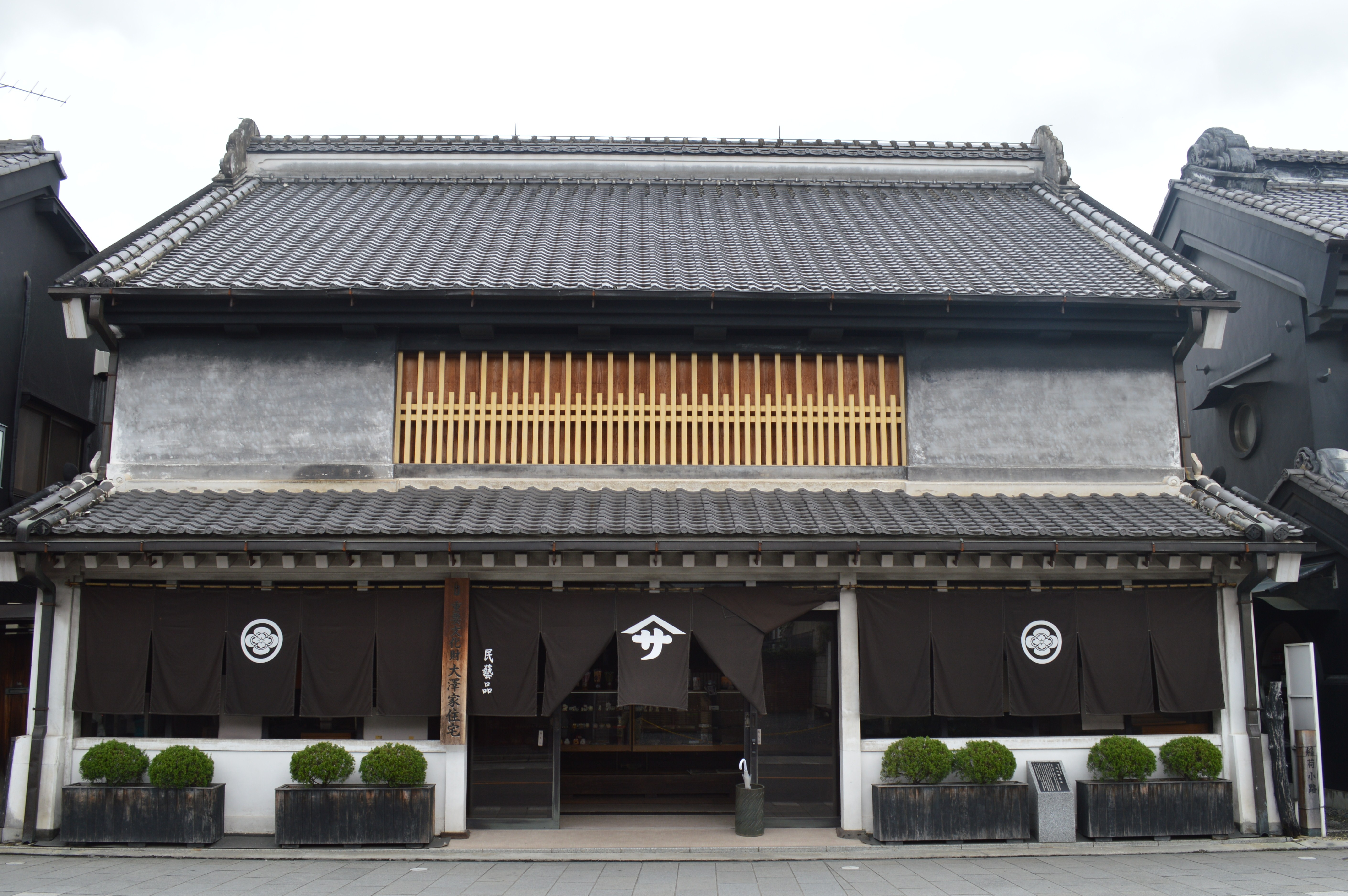
大沢家住宅

大火も相次ぎ、1869年1月には家中屋敷482軒、町家420軒、うち社寺8軒を焼く火事が発生したほか、1872年の高沢火事、1888年の石原火事などが相次いだが、
中でも大きかったのが1893年の川越大火である。
この大火で南町・鍛治町・志義町・連雀町などを焼いたほか、第八十五銀行・川越電信局・時の鐘・連馨寺などの建物を含む、当時の川越町の3分の1以上の戸数を焼失した。しかしその中でも近江屋商店・丹文・大塚屋・山吉などの店蔵が焼失を免れ、特に壁の厚さが20cm余りに補強され、しっかりとした造りになっていた近江屋商店は店の柱一本を焦がしたのみであった。そのことから、川越ではこぞって蔵造り建築が造られた。一方で大火に見舞われなかった喜多町ではトタン屋根の家がしばらく残ったが、大正期には町中の建物の屋根の不燃化が要求されるようになる。

### 近代の政治
1889年の町村制施行に伴い、川越連合戸長下の6町村と小仙波村・野田村の3字を加えて川越町が発足した。当時の人口は2813戸、16150人であった。
この頃には士族よりも有力な商工業者や農民が力を付けており、士族出身の議員は24人中3人のみであった。ただし初代町長岡田秋葉は士族出身者で、副戸長・連合戸長や郡役所書記を務めた人物であった。
また入間郡・高麗郡の郡役所も川越に置かれ、1896年の両郡合併、1923年の郡役所廃止まで入間郡の中心の町となった。
この頃になると埼玉県成立から長い年月が経ち、交通も専ら中山道・高崎線経由が主流になることで、川越の将来を危ぶむ声も上がっていた。その中で、「入間郡誌」の著者でもある安部立郎は、他町村に先駆けて川越が市制を布くことで、市政の方針を確立させ、立ち遅れた川越の発展を図ろうと考えた。「川越が市制を行うのは時期尚早」との声もある中、1922年に仙波村と合併することによって埼玉県で初めて市制を施行した。

### 近代の商工業

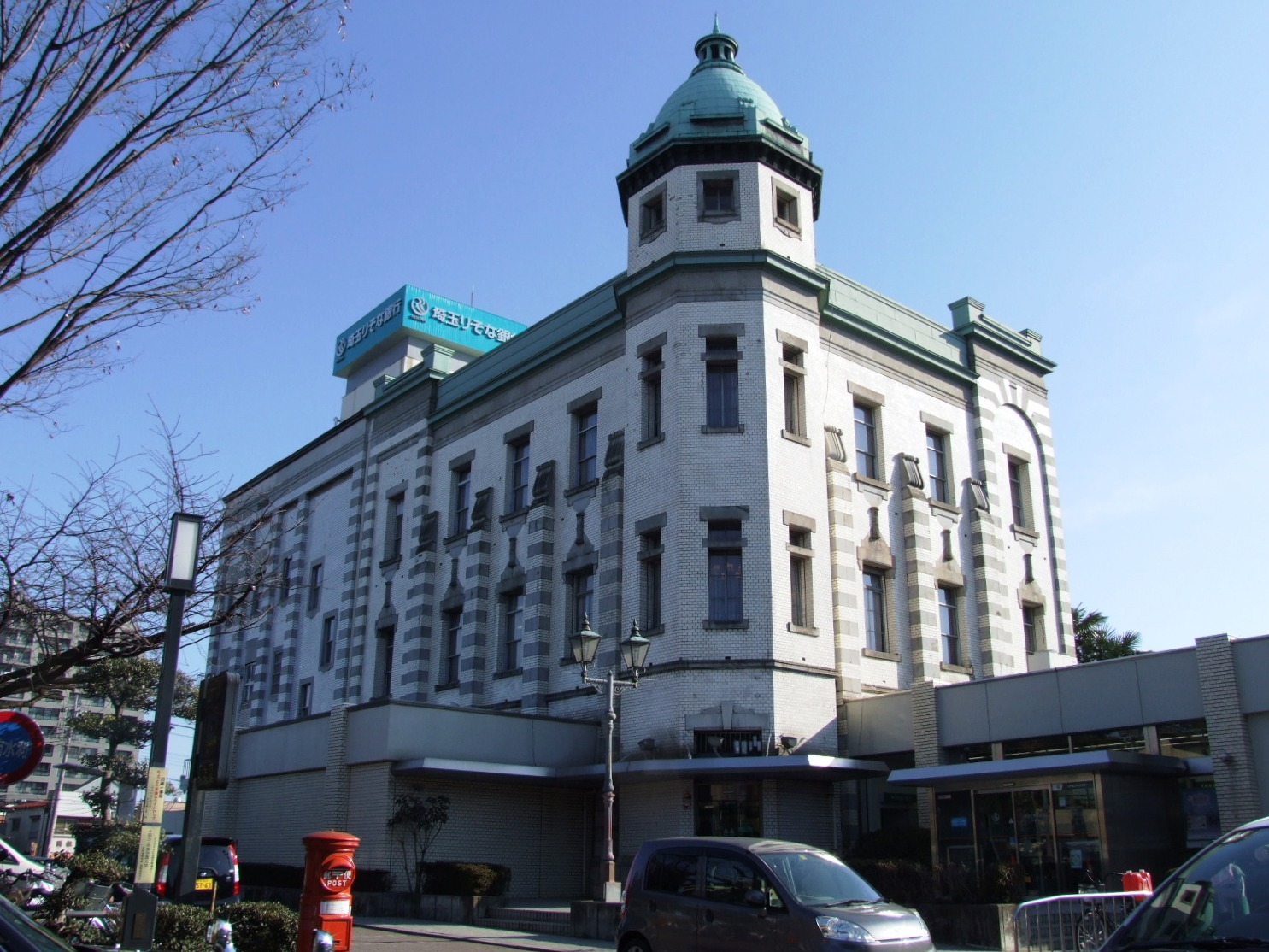
りそなコエドテラス（旧第八十五銀行本館）

幕末期以降、市の建てられる場所が城下町北部の上五ヶ町から南部の鍛治町などを中心とした下五ヶ町へと移動し、特に明治・大正期には志義町を中心に市が建てられた。
この時代は川越と周辺農村部との特権関係は無くなったものの、幕末から農村部の穀物・織物は主要な産業であり、両者の関係はより強くなっていった。
1900年の川越商業会議所の調査によると、卸売商428戸のうち穀商が57戸を占め、また1912年の調査では、砂糖を含む穀物が34.7％、肥料及び油が11.7％と、農村向けの商品が半数を占めた。
また織物の取引もよく行われた。江戸時代から、「川越ななこ」や「川越絹平」、「川越唐桟二子織」をはじめとする「川越織物」は作られてきたが、こと明治に入って以降は外国との貿易や政府の奨励もあってより栄えていくこととなった。
別珍とコール天を主とした織物産業が盛んになり、特に高階村一帯では「別珍村」と呼ばれるまでに至った（後述）。
川越町でも1910年には川越織物市場が開設されたほか、川越織物市場組合・川越織物市場株式会社が設立された。また1907年には埼玉県立川越染織学校（現在の埼玉県立川越工業高等学校の前身）が設立され、染織科と図案科が設けられた。
その他、石川組製糸の第三工場が川越に設けられるなど、現在の川越市内に570の座繰が設けられた製糸業や、桐箪笥、そうめん、川越いもなどが特産品であった。
1878年には埼玉県初にして唯一の国立銀行である第八十五国立銀行（後の埼玉銀行）が綾部利右衛門らの尽力によって設立された。また1880年には川越銀行が設立されるも、1888年には経営破綻している。

### 近代の交通
1883年に中山道経由の鉄道（後の高崎線）が開通すると、埼玉県の大動脈は名実ともに中山道ルートとなり、川越は大きく出遅れることとなった。新河岸川の舟運は栄えていたものの鉄道には敵わないため、新河岸川に頼る川越及び飯能・山梨方面の商人が、川越と東京を結ぶ鉄道敷設に尽力した。1890年に「川越鉄道布設仮免状願」が提出されたが、多くは狭山・所沢・飯能方面の商人が名を連ね、川越の商人の名は無かった。
これに先立つ1889年、甲武鉄道（後の中央本線）が開通すると、山梨からの輸送が直接東京へ運べるようになり、川越を経由する必要がなくなった。しかし、川越及びその周辺からは新河岸川を経由するか陸路を通るかであったため、川越から野田・入間川・所沢・東村山を経て国分寺で甲武鉄道に合流する鉄道を計画した。この鉄道は「川越鉄道会社」を称したが、新河岸川舟運に頼り切っており、川越に集積されていた物資が鉄道沿線に流れるのを恐れたことから、川越商人の名は無かった。
1895年に川越（川越駅、現本川越駅）と国分寺を結ぶ鉄道（川越鉄道、後に西武国分寺線を経て現在は西武新宿線）が開通した翌年には川越と大宮を結ぶ乗合馬車が開通し、さらに1906年には川越の久保町と大宮が電車で結ばれる（川越電気鉄道、後の西武大宮線）。そして1915年にはと池袋を結ぶ鉄道（東上鉄道東上線、後の東武東上線）が開通した。駅は開業時に川越町駅（現川越市駅）と高階駅（現新河岸駅）が、翌年には川越西町駅（現川越駅）が作られたが。いずれの駅も当時の街のはずれであった。さらに1940年には八高線の高麗川駅から川越を経て大宮駅を結ぶ国鉄線（後のJR川越線）が開通し、現在の路線網が完成した。また、国鉄線の開通に伴って川越西町駅が川越駅へと改称し、元の川越駅が本川越駅へと改称した。
東上線の開通に伴って、それまで新河岸川を経由していた舟運が鉄道へと変わり、次第にさびれていった。1910年の大水害後の改修工事や、1923年の関東大震災による東京湾周辺の舟の焼失と同地への舟の売却を経て、そして1931年の改修工事で全川が通船不能となったため、285年に亘って続いた舟運は終わりを迎えた。

## 現代
1945年（昭和20年）11月26日、宮内省事務調査会は遷都論をまとめ、翌日、昭和天皇に言上。昭和天皇は複数の候補のうち、気候面では宇都宮市よりも川越市が適していること、地震災害の面では川越市よりも東京のほうが影響が大きいとの意見を示したが、以降の首都機能移転論や遷都論の中で川越市が取り上げられることはなかった。
戦後、「農工併進」を掲げた川越市は、周辺の農地の確保を必要としていた。そのため、かねてより川越市と密接な関係があった農村部の9ヶ村と合併し、現在の市域となった。1950年代に入ると初雁橋、開平橋、上江橋、落合橋など荒川や入間川を渡る橋梁が順次完成し、川越市を取り巻く交通が大きく変化した。
1956年の首都圏整備法施行によって、川越市も衛星都市に位置づけられる。川越市も一部地域を都市開発区域に指定させ、1960年には旧9ヶ村を含む市域に川越市総合都市計画案を策定。西武新宿線沿線部には川越狭山工業団地などの工業団地が、東武東上線沿線部には住宅街が広がった。東上線沿線はまず東京に近い新河岸駅周辺に家が建ち始めたが、昭和40年代には霞ヶ関地区に角栄団地・東急団地・住友団地が、50年代には川鶴団地が、60年代には伊勢原団地が開発された。また川越駅と本川越駅を結ぶ所沢街道沿いの商店街（後のクレアモール）が栄え、丸広百貨店が1964年に一番街から移転したのを皮切りに銀行なども移転したが、一方で古くからの市街地だった一番街は寂れていった。1990年にはアトレマルヒロが川越駅東口に開業。一方でかつて川越少年刑務所があった西口周辺も刑務所の移転に伴う再開発でオフィス街へと変貌した。
一方で、鉄道空白地帯であった市北部は市街化が遅れていたが、1974年から川越工業団地を造成、1981年に完成した。

### 工業都市として
1922年の市制施行当時は繊維産業（綿織物・生糸）が中心で、次いで食料品産業（日本酒・菓子）、特産品の箪笥と続き、川越市の工業は極めて出遅れたものであった。
昭和に入り東洋護膜化学川越工場、日清紡績川越工場、新報国製鉄川越工場、帝国火工品製品川越工場が操業を開始した。
戦後も昭和40年代までは繊維・食料品・木材の軽工業が中心であったが、1970年代から比率を減らし、1985年には15％まで低下。2018年時点ではさらに低下している。
代わって化学工業や業務用機械器具の比率が増え、1985年には精密機械が最も多く33.9％、金属系の15.9％となり、2018年には化学工業が最も多く32.9％、次いで業務用機械器具の17.8％となっている。

#### 工業団地の形成
また時を同じくして工業団地も多く形成された。首都圏整備法成立の翌年の1957年には当時、日本一の面積であった川越狭山工業団地が形成され、次いで的場工業団地、富士見工業団地、川越工業団地が形成された。

### 蔵造りへの再評価、観光都市として
1971年に大沢家住宅が重要文化財に指定されると、川越市内でも文化財保護への機運が高まり、1981年には蔵造り商家17軒が市指定文化財に指定される。1983年にはNPO法人の「川越蔵の会」が発足し、蔵造りの保存だけではなく、まちづくり活動への支援も目的とし、活動を行った。1989年には川越市都市景観条例が施行され、1992年には電線地中化が完成、また歴史的地区環境整備街路事業（歴みち）によって、一番街周辺の細い街路の石畳化が進められた。一方で、川越市が一番街を伝建地区へと指定しようとしたことに対して自治体側が強く反発。このことについて自治会長の発案により、旧城下町地区の12自治会で議論を行う場として「十ヶ町会」が発足した。その後、1997年に十ヶ町会側から改めて川越市に要望書を提出し、1998年に伝統的建造物群保存地区保存条例を施行、1999年には国の重要伝統的建造物群保存地区として選定された。

## 文化
新河岸川整備後、江戸と川越は一日で訪れることができる密接な関係となり、川越商人が江戸から影響を受ける一方で、江戸の文化人もまた、川越へ訪れるようになった。
一例として江戸時代の文化人独笑庵立義は江戸から川越街道を巡って川越に着いたのち、慈光寺や越生に立ち寄り、その紀行を「川越松山巡覧図誌」に著した。

### 川越祭り
現在の川越祭り（川越氷川祭）は1648年（慶安元年）に始められた。1651年には藩命で9月25日の開催が決まり、翌年から9月15日に固定されて開催された。
1698年（元禄11年）に最初の踊屋台が高沢町から出され、笠鉾・花山車・万灯・練子などの数寄を凝らせた出し物で盛り上がった。
1826年（文政9年）からは江戸の天下祭りの形式を取り入れ、各町ごとに鉾山車や踊屋台・底抜屋台・造り物・曳き物などの付け物を出し合ってきた。
1844年（天保15年）には一本柱の山車に統一されたものの、1866年（文久2年）には二重鉾の山車が登場し始め、明治以降は山車と踊屋台中心に、明治の大火以降は専ら山車のみの祭りとなった。
その後二重鉾の山車がより豪華絢爛になり、現在に至る。

### 川越いも
関東でサツマイモの栽培が始められたのは1735年(享保20年)の青木昆陽による試作以降である。寛政年間に江戸に焼き芋屋が現れると、江戸市中全域に焼き芋屋ができるに至った。
その中で川越藩内で栽培されたサツマイモ農家は品質を心がけていたため、天保年間にはすでに「サツマイモといえば川越」と呼ばれるまでの名声を得た。

### 狭山茶
狭山茶の源流となった「河越茶」の源流は少なくとも南北朝時代に遡り、南北朝時代の書物『異制庭訓往来』には「天下に指して言う所」の茶産地の一つとして「武蔵河越」が登場する
江戸時代後期に吉川温恭、村野盛政、指田半右衛門の三人が茶の生産を振興し、1819年にはお茶を江戸へと出荷するようになり、宇治茶と同評価を受けるものもあった。
幕末には茶は生糸に並ぶ輸出品となり、狭山茶も輸出されるようになった。

### 高階村の別珍製造
明治末期から戦前にかけて、川越街道沿いの高階村周辺では別珍とコール天を主とした織物産業で栄えた。
川越市域でのコール天製造は1906年に川越町の中沢伊八郎によって始められたが、同時期、高階村の尾崎芳太郎・有山市之助が合資で「有尾織布工場」を設立、後にこの企業が埼玉工業
となった。
高階村内の機屋は20余りの工場・300台から、1931年には30余りの工場・700台にまで成長し、埼玉県の「別珍村」と称されるまでに至ったが、
その後の日中・太平洋戦争で材料が入らなくなり多くが廃業した。